# Ordinary Love
Pour les articles homonymes, voir Ordinary et Love.
Singles de U2
I'll Go Crazy If I Don't Go Crazy Tonight
(2009) Invisible
(2014)
Clip vidéo
[vidéo] « Ordinary Love (From Mandela OST) », sur YouTube 
[vidéo] « Ordinary Love acoustic Live on The Tonight Show starring Jimmy Fallon », sur YouTube
Ordinary Love (l'amour normal, en anglais) est une chanson d'amour pop rock  du groupe de rock irlandais U2, sortie le 29 novembre 2013. Ce tube single est extrait de la bande originale du film biographique « Mandela : Un long chemin vers la liberté » de Justin Chadwick en 2013, Golden Globe de la meilleure chanson originale 2014. Ordinary Love est un des plus importants succès international du groupe, écrit en hommage et en souvenir au leader non-violent emblématique historique anti-apartheid, président de la république d'Afrique du Sud, et Prix Nobel de la paix Nelson Mandela (1918-2013).

## Histoire

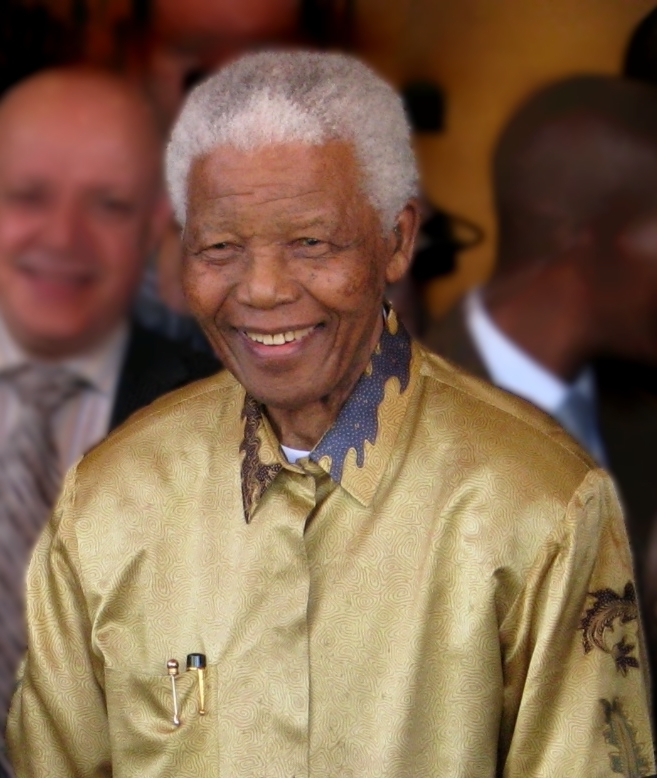
Nelson Mandela (1918-2013) en 2008

Les membres de U2 (formé en 1976) sont amis avec le leader historique de lutte contre l'apartheid Nelson Mandela, depuis leurs premiers concerts pour l'opposition internationale à l'apartheid des années 1970 en Afrique du Sud. 
Le producteur de cinéma américain Harvey Weinstein les invite alors à composer une musique de film pour le film biographique Mandela : Un long chemin vers la liberté de Justin Chadwick de 2013 (inspiré de l'autobiographie Un long chemin vers la liberté de 1994 de Mandela) avec Idris Elba dans son rôle. La musique est composée par U2, et Bono écrit les paroles pop rock de cette chanson « d'amour plus fort que la haine », inspirée des nombreuses lettres d'amour de Mandela à son épouse Winnie Mandela durant ses 27 ans de détention (1964 à 1990) dans les prison de Robben Island et prison de Pollsmoor : « Nous ne pouvons tomber plus bas, si nous ne pouvons ressentir un amour normal, nous ne pouvons atteindre aucun sommet, si nous ne pouvons pas nous aimer normalement... ». 
Le single est enregistré aux studios Electric Lady de Greenwich Village de Manhattan à New York, et sort le 2 décembre 2013, trois jours avant que Mandela ne disparaisse à l'age de 95 ans à son domicile de Johannesbourg (après l'abolition de l'apartheid du 30 juin 1991, et après son élection démocratique comme président de la république d'Afrique du Sud de 1994 à 1999. Histoire de l'Afrique du Sud de 1948 à 1994). Le 17 février 2014 le groupe en interprète une version acoustique télévisée historique lors de la première de l'émission télévisée de talk-show américaine The Tonight Show Starring Jimmy Fallon de NBC (au studio 6B du GE Building du Rockefeller Center de Manhattan à New York) avec l'acteur américain Will Smith, accompagné par le groupe The Roots de l'émission.

Logo du film biographique Mandela : Un long chemin vers la liberté de Justin Chadwick en 2013

## Crédits
Groupe U2
- Bono : chant principal, piano
- The Edge : guitare, chœurs, piano
- Adam Clayton : guitare basse
- Larry Mullen, Jr. : batterie, percussions, chœurs

Musiciens additionnels 

- Danger Mouse : piano, synthétiseurs
- Angel Deradoorian : chœurs additionnels
- Declan Gaffney : piano, synthétiseurs
- Barry Gorey : synthétiseurs, Wurlitzer

Autre
- Danger Mouse : production

## Pochette et clip
La pochette du single Ordinary Love est une peinture de Nelson Mandela par le peintre Oliver Jeffers, qui apparaît également sur les murs de la prison de Nelson Mandela du clip. 

## Distinctions
- 2014 : Golden Globe de la meilleure chanson originale de la 71e cérémonie des Golden Globes.
- 2014 : Nomination à l'Oscar de la meilleure chanson originale de la 86e cérémonie des Oscars.
- 2014 : Nominations aux Critics' Choice Movie Award de la meilleure chanson originale
- 2014 : Nomination aux Denver Film Critics Society

## Classements
| Classements (2013–14)                                    | Meilleure position |
| -------------------------------------------------------- | ------------------ |
| Australie (ARIA)                                         | 88                 |
| Autriche (Ö3 Austria Top 40)                             | 29                 |
| Belgique (Flandre Ultratop 50 Singles)                   | 14                 |
| Belgique (Wallonie Ultratop 50 Singles)                  | 10                 |
| Canada (Hot 100)                                         | 29                 |
| Tchéquie (IFPI Rádio)                                    | 90                 |
| Danemark (Tracklisten)                                   | 23                 |
| France (SNEP)                                            | 27                 |
| Allemagne (Media Control AG)                             | 39                 |
| Hongrie (Rádiós Top 40)                                  | 17                 |
| Hongrie (Single Top 40)                                  | 4                  |
| Irlande (IRMA)                                           | 13                 |
| Israël (Media Forest)                                    | 4                  |
| Italie (FIMI)                                            | 1                  |
| Luxembourg Digital Songs (Billboard)                     | 2                  |
| Pays-Bas (Nederlandse Top 40)                            | 7                  |
| Pays-Bas (Single Top 100)                                | 6                  |
| Pologne (ZPAV)                                           | 5                  |
| Portugal Digital Songs (Billboard)                       | 1                  |
| Espagne (PROMUSICAE)                                     | 20                 |
| Suisse (Schweizer Hitparade)                             | 11                 |
| États-Unis (Hot 100)                                     | 84                 |
| Royaume-Uni - UK Singles Chart (Official Charts Company) | 82                 |